# Ryer Ord Star
Ryer Ord Star è uno dei personaggi della trilogia Il viaggio della Jerle Shannara, scritto dall'autore di fantasy Terry Brooks.
Ryer Ord Star, nata vicino a Grimpen Ward, comincia già dai primi anni d'età a dimostrare le sue doti di chiaroveggenza e di empatia. Una volta passata l'adolescenza si reca dall'Addershag a Grimpen Ward chiedendole di diventare la sua apprendista, ma l'anziana veggente rifiuta. Ryer Ord Star va più volte dell'Addershag a fare la stessa richiesta e alla fine l'anziana veggente cede e la prende come apprendista. Ryer Ord Star era molto brava come veggente, ma assieme alla chiaroveggenza usava anche l'empatia, cosa che all'Addershag non andava bene. Proprio per questo motivo la anziana veggente ripudia la sua apprendista. Una volta morta l'Addershag, Ryer Ord Star prende il suo posto. La Strega di Ilse chiede alla nuova Addershag di fare la spia per lei sulla nave di Walker. Ma la veggente si unisce a Walker salvandolo con l'empatia e va della parte di Walker. Ryer Ord Star aiuta Walker nel viaggio della Jerle Shannara e lo accompagna fino alla morte del Druido.